# 960
Раннє Середньовіччя  •  Епоха вікінгів  •  Золота доба ісламу  •  Реконкіста

## Геополітична ситуація
У Візантії почалося правління Романа II. 
Західним Франкським королівством правив, принаймні формально, Лотар, Східним Франкським королівством правив Оттон I, оголошений також королем лангобардів.
Північ Італії належить Італійському королівству, середню частину займає Папська область, герцогства на південь від Римської області незалежні, деякі області на півночі та на півдні належать Візантії, інші окупували сарацини. Південь Піренейського півострова займає Кордовський халіфат, у якому править Абд Ар-Рахман III. Північну частину півострова займають королівство Астурія і королівство Галісія та королівство Леон, де править Санчо I.
Королівство Англія очолює Едгар Мирний.
У Київській Русі править княгиня Ольга. У Польщі — Мешко I,  Перше Болгарське царство очолює цар Петро I, Богемія, Моравія, у Хорватії король Михайло Крешимир II.  Великим князем мадярів був Такшонь.
Аббасидський халіфат очолює аль-Муті, в Іфрикії владу утримують Фатіміди, в Середній Азії — Саманіди. У Китаї розпочалося правління династії Сун. Значними державами Індії є Пала, держава Раштакуртів, Пратіхара, Чола. В Японії триває період Хей'ан. На північ від Каспійського та Азовського морів існує Хозарський каганат.

## Події

Тайцзу, засновник династії Сун.

- Мешко I став першим історично достовірним князем Польщі.
- Візантійські війська на чолі з Левом Фокою завдали значної поразки арабам. Створено фему Месопотамія.
- Візантійський флот на чолі з Никифором Фокою вирушив на відвоювання Криту.
- Санчо I відвоював Леон у свого брата й відновив своє правління в королівстві. Він визнав незалежність Кастилії зі столицею в Бургосі.
- Брати Гуго та Оттон Капети склали омаж королю Західного франкського королівства Лотару. Гуго став герцогом Франконським, а Оттон — Бургундським герцогом.
- У китайському Кайфені до влади прийшов Тайцзу, перший імператор із династії Сун. Почалося нове об'єднання китайських земель.